# De La Galta
De La Galta es un cultivar de higuera de tipo higo común Ficus carica, unífera de higos de epidermis con color de fondo verde blanquecino con sobre color amarillo verdoso. Se cultiva en la colección de higueras de Montserrat Pons i Boscana, en el municipio español de Llucmajor, Islas Baleares.

## Sinonimia
- „sin sinónimos“,[4][6][7]

## Historia
Actualmente la cultiva en su colección de higueras baleares Montserrat Pons i Boscana, rescatada de un ejemplar o higuera madre localizada en el término de Sencelles, en la finca "can Lluc" propiedad de Joan Llabrés, plantada por su padre, tiene el tronco encalado, costumbre popular tiempo atrás para evitar enfermedades y plagas.
La variedad 'De La Galta' probablemente originaria de Lloret. Los higos presentan una forma peculiar como de dos mejillas hinchadas, de aquí le viene el nombre (Galta:Mejilla en las islas Baleares).

## Características
La higuera 'De La Galta' es una variedad unífera de tipo higo común. Árbol de desarrollo mediano, vigorosidad entre media y alta, con copa redondeada y de ramaje esparcido. Sus hojas son de 3 lóbulos y de 1 lóbulo al 50%. Sus hojas con dientes presentes serrados poco marcados, ángulo peciolar obtuso y poca pilosidad. 'De La Galta' tiene muy poco desprendimiento de higos, y un rendimiento productivo medio y periodo de cosecha medio. La yema apical cónica de color verde amarillento.
Los frutos 'De La Galta' son higos de un tamaño de longitud x anchura:48 x 49 mm, con forma esférica con un peculiar cuello muy pequeño y estrecho, de la misma anchura y tamaño que el pedúnculo formando un solo cuerpo, que presentan unos frutos medianos de unos 42,038 gramos en promedio, de epidermis con consistencia blanda, grosor de la piel delgado, con color de fondo verde blanquecino con sobre color amarillo verdoso. Ostiolo de 2 a 3 mm con escamas grandes rojas. Pedúnculo de 2 a 5 mm cilíndrico verde claro. Grietas longitudinales muy finas y escasas. Costillas prominentes. Con un ºBrix (grado de azúcar) de 26 de sabor  dulce pastoso, con color de la pulpa rojo difuso. Con cavidad interna grande, con aquenios pequeños muy numerosos. Son de un inicio de maduración sobre el 16 de agosto al 28 de septiembre. De rendimiento por árbol medio y periodo de cosecha medio. Variedad poco conocida y cultivada.
Se usa como higos frescos en alimentación humana, y en fresco y en seco para ganado porcino y ovino. Mediana abscisión del pedúnculo y poca facilidad de pelado. Son medianamente sensibles a las lluvias y al desprendimiento, y poco resistente al transporte. Poco sensibles a la apertura del ostiolo, y al agriado.

## Cultivo
'De La Galta', se utiliza higos frescos en humanos, y frescos y secos para el ganado. Se está tratando de recuperar de ejemplares cultivados en la colección de higueras baleares de Montserrat Pons i Boscana en Llucmajor.